# باتريك مكابي (روائي)
باتريك مكابي (بالإنجليزية: Patrick McCabe)‏ (27 مارس 1955 في جمهورية أيرلندا)؛ كاتِب مُتخصِّص في أدب الأطفال، سيناريست، ممثل وروائي أيرلندي.

## روابط خارجية
- باتريك مكابي على موقع IMDb (الإنجليزية)
- باتريك مكابي على موقع مونزينجر (الألمانية)
- باتريك مكابي على موقع ديسكوغز (الإنجليزية)
- باتريك مكابي على موقع قاعدة بيانات الفيلم (الإنجليزية)